# Paul Comblen
Paul Comblen, né en 1869 à Liège et mort en 1955 à Nonceveux (Sougné-Remouchamps), est un architecte belge.

## Formation
Paul Comblen étudie l’architecture à l’académie des beaux-arts de Liège (1890-1894). Après un stage à l’atelier de Paul Hankar à Bruxelles (janvier-juin 1895), il travaille principalement à Liège.
Il est inhumé au Cimetière de Robermont à Liège.

## Réalisations
- 1900 : Maison Blanpain à Liège
- 1901 : Maison Comblen (habitation personnelle de l'architecte) à Liège
- 1905 : kiosques à journaux et abris de tramways à Liège